# Ангелов (село)
Вижте пояснителната страница за други значения на Ангелов.
Àнгелов е село в Северна България, община Габрово, област Габрово. Срещано е и с името Ангелово.

## География
Село Ангелов се намира на около 6 km север-североизточно от центъра на областния град Габрово и около километър северозападно от село Донино. Разположено е в югоизточните подножия на платото Стражата.
Общинските пътища през частите на разположената на три места в землището на село Донино урбанизирана територия, съставляваща землището на село Ангелов, се свързват чрез три кръстовища с третокласния републикански път III-5002, водещ от село Донино на северозапад.
Населението на село Ангелов, наброявало (сборно) 196 души към 1934 г. и 122 към 1956 г., намалява до 36 към 1992 г. и след малки колебания на числеността наброява 24 души (по текущата демографска статистика за населението) към 2019 г.

## История
Село Ангелов е създадено през 1951 г. при сливането на колиби Косовите, Пройновци и Умниците, намирали се в тогавашните община Лесичарка, Габровска околия, Търновски окръг.

## Население
Преброяване на населението през 2011 г.
Численост и дял на етническите групи според преброяването на населението през 2011 г.:
|                     | Численост | Дял (в %) |
| Общо                | 34        | 100,00    |
| Българи             | 34        | 100,00    |
| Турци               | 0         | 0,00      |
| Цигани              | 0         | 0,00      |
| Други               | 0         | 0,00      |
| Не се самоопределят | 0         | 0,00      |
| Неотговорили        | 0         | 0,00      |